# Wspólnota administracyjna Heldenstein
Wspólnota administracyjna Heldenstein – wspólnota administracyjna (niem. Verwaltungsgemeinschaft) w Niemczech, w kraju związkowym Bawaria, w rejencji Górna Bawaria, w regionie Südostoberbayern, w powiecie Mühldorf am Inn. Siedziba wspólnoty znajduje się w miejscowości Heldenstein.
Wspólnota administracyjna zrzesza dwie gminy wiejskie (Gemeinde): 
- Heldenstein, 2 442 mieszkańców, 19,85 km²
- Rattenkirchen, 962 mieszkańców, 19,87 km²